# Râul Nazarcea
Râul Nazarcea este un curs de apă, care se varsă în ramura Năvodari a Canalului Dunăre-Marea Neagră. 